# Dzielnica Łacińska
Dzielnica Łacińska (fr. Quartier latin) – uniwersytecka dzielnica Paryża obejmująca północną część V dzielnicy oraz wschodni kawałek dzielnicy VI. W VI wieku założono tu opactwo Sainte-Geneviève, w XII – Saint-Victor. Poza tym znajdują się tu m.in. kompleks klasztorny benedyktynów Val-de-Grâce, zamieniony po rewolucji francuskiej w szpital wojskowy, dawne opactwo Port-Royal, Kolegium Francuskie, Sorbona, Panteon, muzeum Cluny.
Nazwa dzielnicy pochodzi od języka łacińskiego, którym w średniowieczu i aż do Rewolucji posługiwano się powszechnie na uniwersytetach.

## Galeria zdjęć

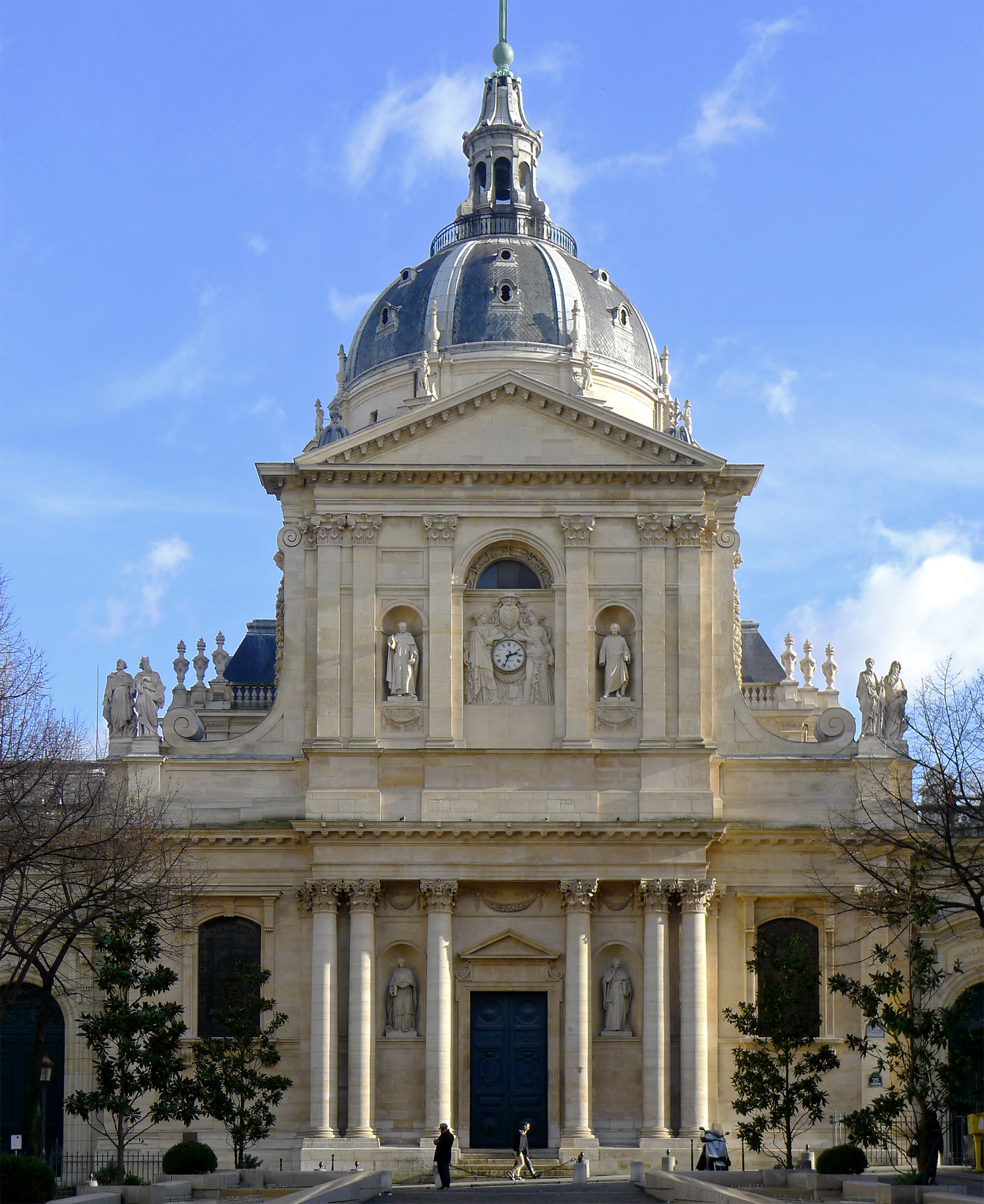
Sorbona
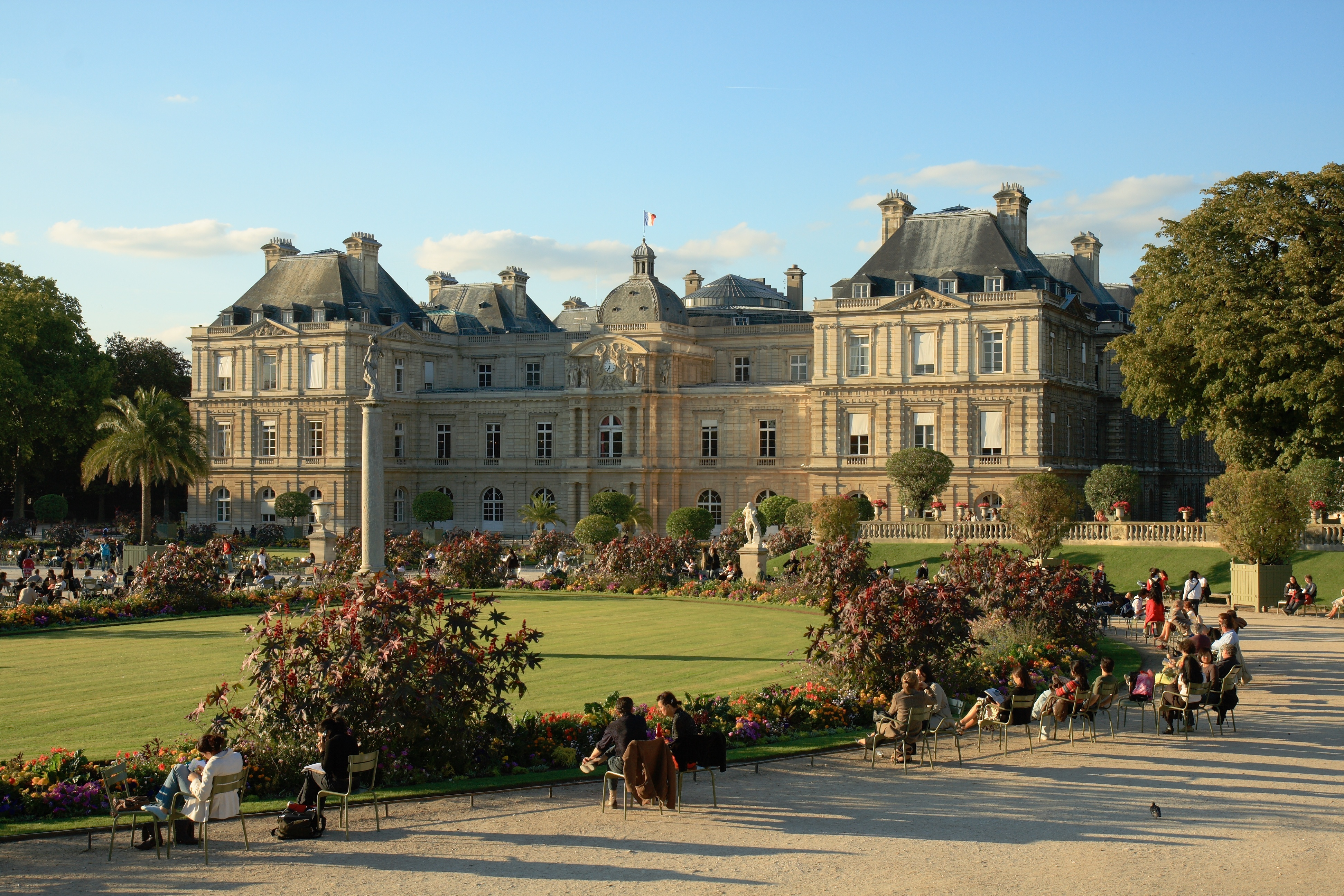
Pałac Luksemburski (w którym mieści się Senat) i Ogród Luksemburski)
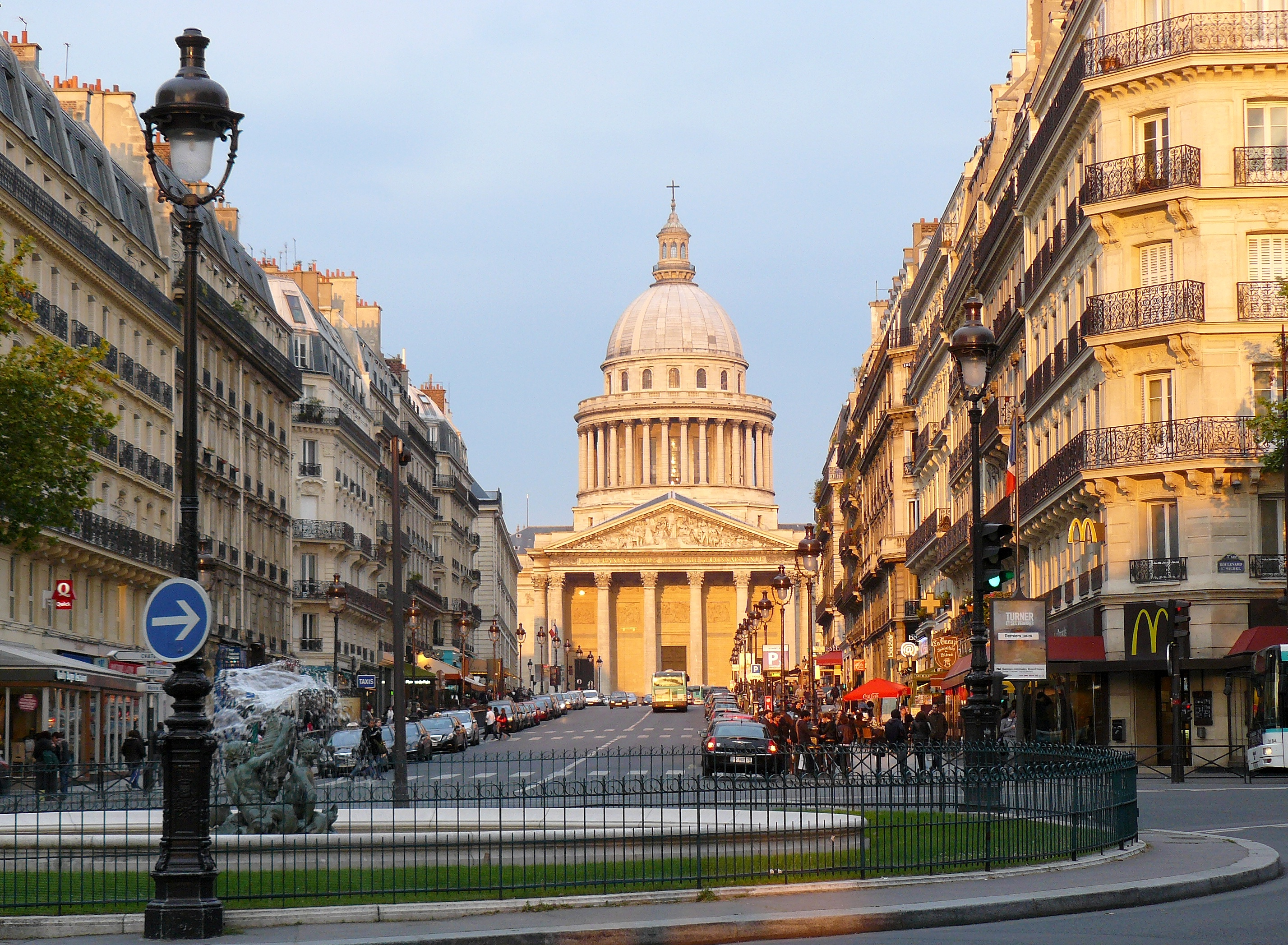
Panteon
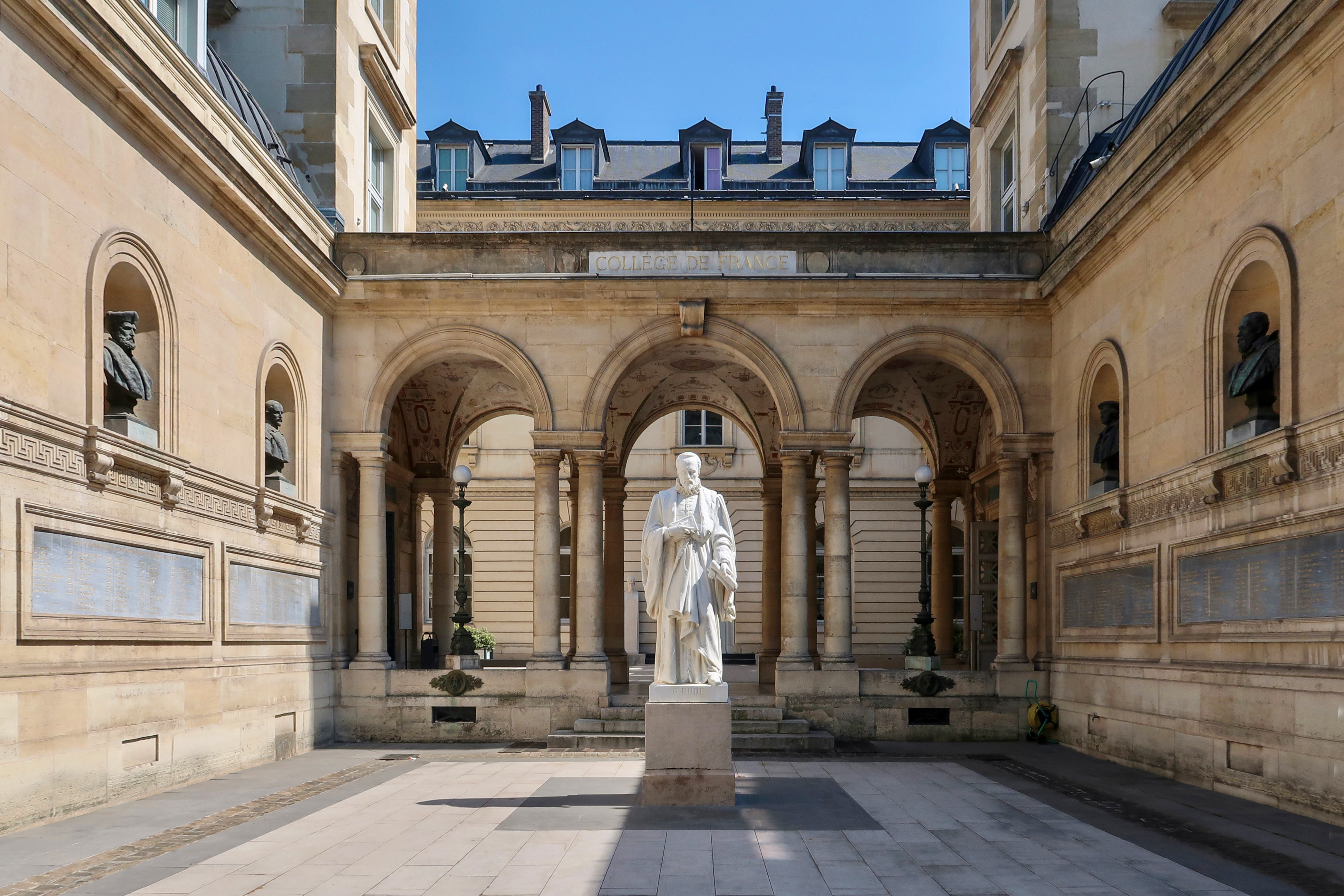
Collège de France
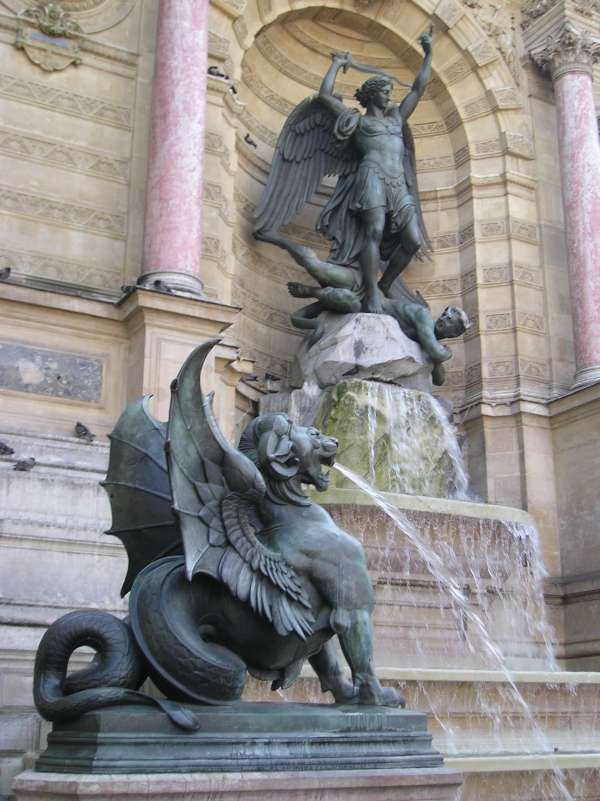
Fontanna na placu Saint-Michel na bulwarze Saint-Michel
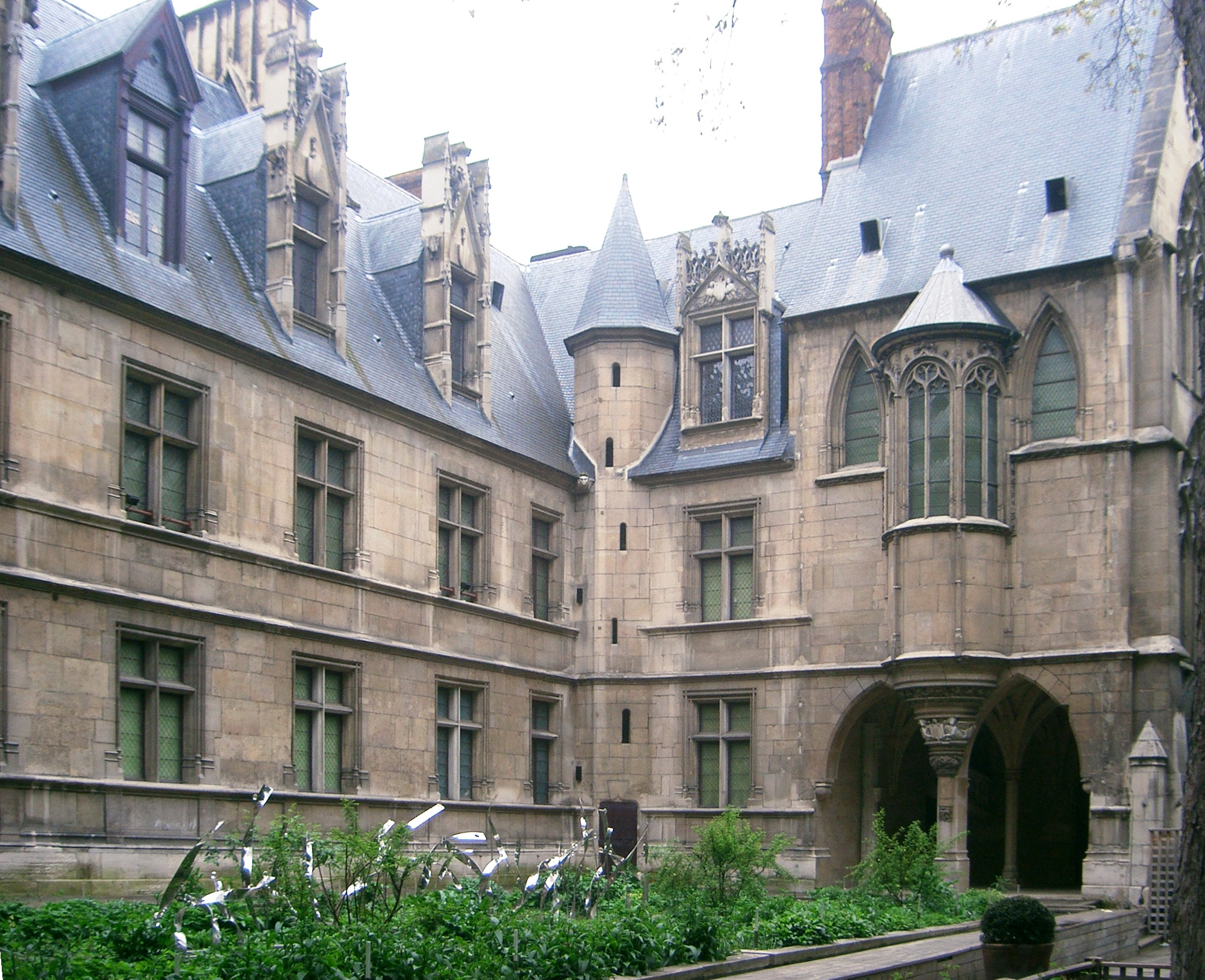
Musée de Cluny (hôtel Cluny)